# Голяма окръжност
Голяма окръжност е такава окръжност от повърхността на сфера, чиято дължина е равна на периметъра на сферата и я разделя на две равни полусфери. Голяма окръжност на сфера е окръжност с център, съвпадащ с центъра на сферата. Голяма окръжност на сфера е най-дългата окръжност, която съществува върху сфера. Най-удобна за практиката дефиниция на голяма окръжност е: геометрично място на точки, лежащи едновременно на дадена сфера и на равнина, минаваща през центъра ѝ. Всяка сфера има безбройно много еднакви големи окръжности, тъй като през дадена точка (центърът на сферата) минават безбройно много равнини.
Голямата окръжност е аналогът на „правата линия“ в сферичната геометрия. Вж. също сферична геометрия и геодезия.
Голяма окръжност на сферична повърхност е пътят с най-малко изкривяване. Следователно най-краткият път между две точки, лежащи на сфера, по повърхността на сферата е по-късата от заключените между тях дъги от голяма окръжност на тази сфера, дефинирана от равнината, на която лежат двете точки и центърът на сферата (3 точки лежат на единствена равнина). Най-късото разстояние между две точки, лежащи на сфера, се нарича ортодрома.
Когато траекториите на междуконтиненталните полети са начертани на карта в Меркаторова проекция, те изглеждат криви. Това е така, защото всъщност те лежат на големи окръжности. Маршрутът, изглеждащ като права линия на карта в Меркаторова проекция е по-дълъг и се нарича локсодрома. На картите в Ламбертова конична проекция ортодромите са прави линии. Заради това свойство те намират широко приложение в авиацията.
На Земята меридианите са големи окръжности, а екваторът е единственият паралел, който е голяма окръжност. Другите паралели не са големи окръжности, тъй като са успоредни на екватора, а никои две окръжности, лежащи на различни успоредни равнини, не могат да бъдат големи окръжности на една и съща сфера. Големите окръжности на Земята са дълги приблизително 40 000 km, тъй като Земята не е точно сфера, а геоид. Екваторът е дълъг 40 075 km.
Някои примери за големи окръжности на небесната сфера са хоризонтът (в астрономията), небесният екватор и еклиптиката.
Маршрутите на самолетите и на корабите са големи окръжности там, където вятърът и водните течения са пренебрежими. Маршрутът на самолет, пътуващ на запад в Северното полукълбо, достига близо до Арктичния регион, докато полетите на изток често летят по̀ на юг, за да се възползват от струйното течение.